# ماجك مايك
ماجيك مايك هو فيلم أمريكي كوميدي صدر سنة 2012 من إخراج ستيفن سودربرغ.

## الممثلون
- تشانينغ تيتوم: بدور مايك
- اليكس باتيفر: بدور آدم
- كودي هورن: بدور بروك
- اوليفيا مون: بدور جونا
- ماتيو ماكوناغواي: بدور دالاس